# Ив V д’Алегр
Ив V де Турзель, маркиз д’Алегр (фр. Yves V de Tourzel d'Alègre; 1653 — 3 марта 1733, Париж) — французский военачальник, маршал Франции.

## Биография
Сын маркиза Эммануэля д’Алегра и Мари де Ремон де Моден.
В 1675 году служил в королевских телохранителях и участвовал в осаде Лимбурга, сдавшегося 21 июня. Затем участвовал в осадах Конде (сдался 26 апреля 1676 года), Валансьена (взят 17 марта 1677 года) и Камбре (капитулировал 5 апреля, цитадель — 17-го), сражении при Кокесберге 7 октября и взятии Фрайбурга 14 ноября 1677 года.
С 15 февраля 1678 года капитан кавалерийского полка Бирана, служил в Германской армии маршала Креки, участвовал в победах над графом Штарембергом, оборонявшим Рейнфельдский тет-де-пон (6 июля), герцогом Лотарингским при проходе через Кинц (23 июля), и штурме форта Кель, куда он вошел с гренадерами 27-го.
23 мая 1679 года стал командиром Королевского драгунского полка. В 1681 и 1682 годах служил в лагере на Сааре, и при осаде Люксембурга, сдавшегося 4 июня 1684 года. После взятия города был направлен маршалом Креки собирать контрибуцию с Гельдерна, прошел с отрядом из 800 всадников и пехоты около 50 лье и вернулся без потерь.

## Война Аугсбургской лиги
С 1685 года служил в лагере на Соне. После начала войны Аугсбургской лиги сражался 27 августа 1689 года в битве при Валькуре.
10 марта 1690 года произведен в бригадиры. В кампанию 1690 года служил во Фландрии под командованием маршала Люксембурга. 29 июня во главе драгун форсировал Самбру, 30-го имел оживленную перестрелку с противником, 1 июля был ранен в битве при Флёрюсе.
Командовал отрядом драгун при осаде Монса, сдавшегося королю 9 апреля 1691 года, затем двинулся к Лёзу в составе войск маршала Люксембурга. 18 сентября во главе нескольких драгунских полков участвовал в знаменитой кавалерийской атаке при Лёзе, разбил численно превосходящий пехотный отряд и тем облегчил победу над англичанами и голландцами.
В 1692 году командовал отдельным отрядом из 25 эскадронов, находившимся в прямом подчинении маршала. В битве при Стенкерке 3 августа несколько раз водил драгун в атаку и был серьезно ранен в руку мушкетной пулей.
30 марта 1693 года произведен в лагерные маршалы, оставил свой полк и служил в Германии в войсках маршалов Лоржа и Шуазёля при осаде и взятии Гейдельберга 21 мая, и его цитадели 23-го. Зимой, согласно приказу от 28 октября, патрулировал на Мёзе и шампанской границе.
В кампанию 1694 года также воевал в Германии под командованием маршала Лоржа. 22 сентября атаковал генерала Суайе у Лангканделя и вынудил отойти за ручей Оттербах. Спешив драгун, выбил противника из окопов. Неприятель отступил, бросив два орудия, палатки и много лошадей, потеряв сто человек убитыми и столько же пленными. Потери французов составили 20 человек.
В 1695—1696 годах Германская армия находилась в обороне. В 1697 году действовал во Фландрской армии маршала Вильруа, взял замок Шелебель на Шельде, оборонявшийся при поддержке пехоты, затем участаовал в осаде Ата, сдавшегося 5 июня.
В 1698 году был в лагере Кудён близ Компьена. Родовой замок Аллегр, расположенный в шести лье в северо-западу от Ле Пюи, был уничтожен пожаром 15 ноября 1698 года. Маркиз, спасшийся от огня, намеревался его восстановить, но так этого и не сделал.

## Война за Испанское наследство
С началом войны за Испанское наследство приказом от 25 октября 1701 года был назначен в армию графа де Куаньи. 29 января 1702 года произведен в генерал-лейтенанты армий короля. 21 апреля определен во Фландрскую армию герцога Бургундского. Выступив с отрядом из 12 сотен кавалерии и некоторым количеством пехоты для рекогносцирования вражеского расположения, 11 июня разбил 22 кавалерийских отряда графа Атлонского, подошедшего на расстояние полулье к французским порядкам. После этого подошел на расстояние мушкетного выстрела к вражескому арьергарду, и заставил пехоту противника в беспорядке отступать через Нимвегенские рвы. Неприятель потерял значительную часть обоза и 1200 человек.
16 ноября направлен командовать в Кёльнском курфюршестве, где после продолжительного сопротивления овладел позицией у Гиминика, взяв в плен 200 драгун и 150 кавалеристов.
В конце апреля был осажден в Бонне войсками герцога Мальборо. Провел несколько удачных вылазок, нанеся осаждающим урон, но артиллерия противника уничтожила земляные насыпи, прикрывавшие город, который был обложен со всех сторон и 15 мая сдался на почетных условиях. После этого маркиз служил во Фландрской армии Вильруа, 27 сентября направившего его командовать в Брюсселе.
Приказом от 12 октября 1704 года назначен командовать Мозельской армией, после смерти графа де Куаньи.
В 1705 году служил во Фландрской армии. Ночью 18 июля союзники внезапно атаковали через линии, прикрывавшие Испанскую Фландрию; Алегр упорно оборонял позицию, под ним была убита лошадь, он был взят в плен и препровожден в Голландию. Пользуясь случаем, Людовик XIV дал ему полномочия для переговоров о мире с республикой.
Находясь в плену, 25 сентября 1706 года получил губернаторство в Сент-Омере, а 1 января 1707 года в Версале был назначен на пост генерального наместника в Верхнем Лангедоке, освободившийся со смертью графа де Кальвиссона (зарегистрирован Тулузским парламентом 31 марта 1708 года).
Обменян в 1712 году, после битвы при Денене, и вернулся во Фландрскую армию. Отличился при осаде Дуэ, сдавшегося 8 сентября, и Кенуа, капитулировавшего 4 октября. Руководил осадой Бушена, 19-го взяв в плен вражеский гарнизон.
В январе 1713 года отставлен от генерального наместничества в Лангедоке, служил в Рейнской армии маршала Виллара, затем командовал обсервационной армией в Пфальце во время осады Ландау, сдавшегося 20 августа. Прикрывая осаду Фрайбурга, переправился через Рейн у форта Луи и провел демонстрацию перед окопами противника, превосходившего числом, но не решившегося выйти на бой или подать помощь осажденным, капитулировавшим 1 ноября (цитадель — 16-го).
По окончании войны, в ноябре 1714 года направлен с дипломатической миссией в Лондон.
10 августа 1723 года в Версале назначен губернатором и генеральным наместником городов, области и епископств Меца и Вердена. Зарегистрирован Мецким парламентом 15 июля 1724 года, и в тот же день приказом, данным в Мёдоне, назначен командующим в области и отставлен от губернаторства в Сент-Омере.
2 февраля 1724 года в Версале произведен в чин маршала Франции. 11 сентября назначен командующим в Бретани, где созвал местные Штаты.
1 января 1728 года пожалован в рыцари орденов короля, получил ленту ордена Святого Духа 2 февраля.

## Семья
1-я жена (контракт 29.08.1679): Жанна-Франсуаза Гаро де Донневиль (1658—28.05.1723), дочь Жана Гаро де Донневиля, маркиза де Мирмон, президента Тулузского парламента, и Марты де Каминад
Дети:
- Мари-Эмманюэль Луиза д’Алегр (ум. 1756). Муж (26.01.1713): маркиз Жан-Батист-Франсуа Демаре де Мальбуа (1682—1762), маршал Франции
- Ив-Эммануэль д’Алегр (ум. 9.05.1705), граф де Милло. Полковник Королевского кроатского кавалерийского полка. Был холост
- Мари-Тереза Дельфина Эстоши д’Алегр (ум. 1706). Муж (11.01.1696): Луи Летелье, маркиз де Барбезьё (1668—1701)
- Мари Маргарита д’Алегр (ум. 1752). Муж (6.01.1705): Филипп де Рекур (ум. 1710)
- Маргарита Тереза д’Алегр

2-я жена (21.08.1724): Мадлен д’Ансезюн, маркиза д’Орезон, дочь Жака Луи д’Ансезюна и Мадлен д’Орезон